# 秋乃武彦
秋乃 武彦（あきの たけひこ、1月3日生）は、日本のイラストレーター、美少女ゲームの原画家。

## 来歴
学校卒業後、一度は一般の企業に就職しサラリーマン生活を送るが、不況などの影響で退職する。後に、ゲーム会社に就職した友人からの紹介で原画家の仕事を始め、2000年にねこねこソフトの第1作『White 〜セツナサのカケラ〜』のキャラクターデザイン・原画でゲームの原画家デビューを果たす。以降ねこねこソフトにて、同ブランドが2006年に活動停止するまでの8作（『サナララ』を除く）、実に6年間に渡りメインの原画を務めた。
現在は旧ねこねこソフトスタッフが立ち上げたコットンソフトには参加せず、フリーのイラストレーターとして活動する傍ら、コミックマーケットなどのイベントにサークル「まんどらごらすとらいかー」名義で参加するなどの同人活動も継続している。また、ねこねこソフトの活動再開後の最初の作品である『そらいろ』でもメインの原画として参加した。
なお、デビュー当時にごくわずかな期間「秋乃松武（秋の松茸）」というペンネームで活動していたことがあり、現在のペンネームの苗字の部分はこの名残である（ちなみに名前の部分は好きな漫画家の名前から取ったものであるとのこと）。

## 作品リスト
- White 〜セツナサのカケラ〜
- 銀色
- みずいろ
- 銀色 完全版
- ねこねこファンディスク
- 朱 -Aka-
- ねこねこファンディスク2
- ラムネ
- 麻雀
- Scarlett
- いろは 〜秋の夕日に影ふみを〜
- そらいろ
- Garden（CUFFS） - ゲストイラスト
- ひぐらしのなく頃に礼OVA第4巻コレクターズエディションの特典ボーナスディスク内のゲストイラスト
- White 〜blanche comme la lune〜
- ゆきいろ 〜空に六花の住む町〜
- 神の国の魔法使い[1]